# Aleksej III. Angel
Aleksej III. Angel (grško: Ἀλέξιος Ἄγγελος, Aléxios G' Aggelos), bizantinski cesar od 1195 do 1203, * okrog 1153, † 1211.

## Mladost
Aleksej III. je bil drugi sin Andronika Angela in Eufrozine Kastamonitis. Oče Andronik je bil sin Teodore Komnene, najmlajše hčerke cesarja Alekseja I. Komnena in Irene Dukas, zato Alekseja Angela prištevamo med člane tudi te številne cesarske družine.
Aleksej je skupaj z očetom in brati sodeloval v zaroti proti cesarju Androniku I. Komnenu, zato je preživel več let v izgnanstvu na muslimanskih dvorih, med njimi tudi na Saladinovem.
Aleksejev mlajši brat Izak Angel je 11. septembra 1185 ponovno sodeloval v državnem udaru, zato mu je grozila smrtna kazen. V obupu je napadel cesarjeve agente in ubil njihovega poveljnika Hagiokristoporita. Po napadu se je skril v baziliki Svete Sofije in od tam pozival ljudske množice k uporu. Njegovi pozivi so povzročili nerede, katerih rezultat je bil odstavitev Andronika I. in razglasitev Izaka II. Angela za bizantinskega cesarja.

## Vladanje
Leta 1190 se je Aleksej Angel vrnil na dvor svojega mlajšega brata, od katerega je dobil visok naslov sebastokratōr. Ko je bil Izak II. leta 1195 na lovu v Trakiji, je vojska razglasila Alekseja za cesarja, Izakovi ženi Eufrozini Dukas pa je prizanesla. Aleksej je dal Izaka v Stagiri (Makedonija) zapreti in oslepiti, potem pa ga je imel v strogem zaporu. Čez nekaj časa se je premislil, ga osvobodil iz ujetništva v Antiohiji in ga nagradil z visokimi dvornimi častmi.
Da bi se odkupil za zločin in utrdil svoj cesarski položaj, je Aleksej trošil denar tako razsipno, da je popolnoma izpraznil državno blagajno. Trošenje denarja je dovolil tudi vojaškim poveljnikom in cesarstvo je ostalo skoraj brez obrambe. Leta 1195 je cesar Svetega Rimskega cesarstva Henrik VI. Alekseja III. prisilil, da mu je plačal davek 5.000 funtov zlata. Sposobna in učinkovita cesarica Eufrozina je zaman poskušala ohraniti njegov ugled in prestol. Svetovalca Vataca, ki je v njenem imenu poskušal izvesti reforme, so na cesarjev ukaz ubili.
Država je bila v katastrofalnem stanju: vzhod cesarstva so preplavili Turki Seldžuki, v Makedoniji in Trakiji so plenili Bolgari in Vlahi, bolgarski car Kalojan je svoji državi priključil več pomembnih mest, Aleksej pa je medtem zapravljal državni denar in poskušal premostiti krizo z diplomatskimi sredstvi. Obrambo cesarstva je poskusil utditi tako, da je bizantinskim in bolgarskim odličnikom ob meji podelil posebne ugodnosti, katerih posledica je bila povečanje lokalne avtonomije. Bizantinska država je na ta način sicer preživela, centralna oblast pa je izgubila velik del svoje moči.

## Četrta križarska vojna
Alekseju je kmalu začela groziti nova, še hujša nevarnost: leta 1202 so se v Benetkah zbrali plemiči zahodne Evrope, ki so se odpravili na četrto križarsko vojno. Aleksej Angel, sin odstavljenega cesarja Izaka II., je malo pred tem pobegnil iz Bizanca in se začel obračati na križarje. Prosil jih je, naj mu pomagajo vreči s prestola strica Alekseja III., ki je zasedel očetov prestol, za povračilo pa jim je obljubil konec verskega razkola med Vzhodom in Zahodom, plačilo prevoza in vojaško pomoč.
Križarji, katerih cilj je bil Egipt, so se dali prepričati in se obrnili proti Bizancu, kamor so prišli junija 1203. Alekseja Angela so razglasili za cesarja Alekseja IV. in pozvali prebivalstvo prestolnice, naj odstavi njegovega strica. Aleksej III. ni za obrambo mesta pripravil nobenih učinkovitih ukrepov, njegov poskus, da bi križarje podkupil, pa je propadel. Edino učinkovito obrambo mesta je organiziral njegov zet Teodor Laskar. Ko so Teodorjevo vojsko v Skutariju porazili, se je začelo obleganje mesta.
17. ali 18. julija 1203 so križarji pod vodstvom ostarelega beneškega doža Enrika Dandola naskočili obzidje in zavzeli mesto. Med bojem in klanjem, ki je sledilo, se je Aleksej III. najprej skril v svojo palačo, potem pa je s hčerko Ireno in 10.000 funti zlata z ladjo pobegnil v Develton v Trakiji. Ženo in druge hčerke je pustil v Bizancu.
Križarji so Izaka II. izpustili iz ječe in ga ponovno posadili na prestol.

## Življenje v ujetništvu
Aleksej je najprej iz Adrijanopla, potem pa iz Mozinopola, poskušal organizirati upor proti novemu cesarju. Aprila 1204 se mu je pridružil kasnejši uzurpator Aleksej V. Dukas Murzuful. V tem času je Bizanc dokončno padel in križarji so ustanovili Latinsko cesarstvo.
Aleksej III. je Alekseja Dukasa gostoljubno sprejel in mu celo dovolil poroko s hčeko Eudokijo, kasneje pa ga je dal oslepiti. Aleksej je nato pred križarji pobegnil v Tesalijo, kjer se je nazadnje vdal markizu Bonifaciju Montferratskemu, kralju Solunskega kraljestva.
Aleksej je leta 1205 poskusil pobegniti k Mihaelu I. Dukasu, vladarju Epira. Bonifacij ga je na begu ujel in ga skupaj s spremstvom poslal v Montferrat, leta 1209 pa od tam v Solun. Mihael I. Epirski je zanj plačal odkupnino in ga poslal v Anatolijo, kjer je Aleksejev zet Teodor I. Laskar ustanovil Nikejsko cesarstvo. Aleksej je poskušal Teodorju Laskarju vsiliti svojo avtoriteto, katere mu Teodor seveda ni priznal in Aleksej je proti svojemu zetu začel kovati zaroto. Pri tem je dobil podporo sultana sultanata Rum. V bitki ob reki Meander v Antiohiji leta 1211, je sultanova vojska doživela poraz. Sultana so ujeli in ubili, Alekseja III. pa poslali v samostan v Nikeji, kjer je leta 1211 umrl.

## Družina
Z ženo Eufrozino Dukas Kamaterino je imel Aleksej III. tri hčerke:
- Ireno Angelino, ki je bila prvič poročena z Andronikom Kontostefanom, drugič pa z Aleksejem Paleologom, s katerim je babica cesarja Mihaela VIII. Paleologa
- Ano Angelino, ki je bila prvič poročena s sebastokratōrjem Izakom Komnenom, pranečakom cesarja Manuela I. Komnena, drugič pa z nikejskim cesarjem Teodorom I. Laskarisom
- Evdokijo Angelino, ki je bila prvič poročena s srbskim kraljem Stjepanom I. Prvovenčanim, drugič s cesarjem Aleksejem V. Dukasom, tretjič pa s korintskim vladarjem Leonom Zgurom